# 王传炯
王传炯（1884年—1935年），字仲遴，安徽无为县人，清朝及中华民国海军将领，海军学者。

## 生平
他出生在一个教书先生家庭。幼年他随父亲王鼎丞学习，并且在学馆馆东家伴读。1901年他15岁时考入江苏江宁（今南京市）的江南水师学堂驾驶班，后来于1906年（光绪三十一年二月）毕业。1907年，他和烟台水师学堂毕业生佘振兴、温树德等15人被清政府派赴英国格林威治皇家海军学院留学，1910年回国。同年12月，王传炯被任命为航海炮舰舞凤舰管带。他还任龙骧舰管带。
1911年10月10日武昌起义爆发。11月12日，烟台革命党人举行起义成功，烟台独立。烟台临时军政府正在筹组之际，王传炯率舞凤舰自天津驶达烟台，11月13日率舞凤舰投向革命党方面，遂被推为山东烟台军政分府总司令。在位期间，他和孙宝琦暗中联系，排挤烟台的革命党，最后于12月和革命党方面的徐镜心任正会长、刘冠三任副会长的北方共和急进会发生内讧，北方共和急进会势力大减。12月18日，徐镜心和原来策动烟台起义的李瑞芝等人召集各界代表在毓材学堂开会，推举革命党人左汝霖为总司令，执掌兵权，王传炯改任都督。
1912年1月，孙中山派陆军和海军从上海赴烟台，1月24日海容舰、海琛舰、南琛舰抵达烟台，受到王传炯迎接。1912年2月，他在烟台主持了海军烈士萨国昌的追悼会。南京临时政府任命胡瑛为山东军政府都督，驻烟台。1912年4月，王传炯辞去在军政府的职务，仍任舞凤舰舰长。此后他南下面见孙中山，并随孙中山视察了安徽安庆和芜湖等地。
南北议和成功后，他随南京临时政府迁到北京。1912年8月25日，国民党成立大会在北京召开，他当选国民党参议。1913年3月，他参与成立了中华海军协会。 1914年5月15日，他任海军部军事科科长。1919年五四运动爆发后，王传炯奉命到上海处理烟台海军学校的学潮，他亲自与该军校学生对话，提出了有利于学生方面的五条解决办法，表态支持海军学生反对教育腐败。1920年，他从海军部军事科科长调任编译科科长。他还曾任蒙古宣慰使。
1926年7月北伐开始，王传炯在1927年初携家迁居上海，任北伐海军司令部参事。1929年，他奉命到烟台收编奉系的渤海舰队。1930年起，他兼任上海轮船招商局船务科科长。1931年九一八事变爆发，当时正在南京国民政府海军部任职的王传炯号召抗日救亡，并常给海军学生教授军事理论。
1935年，他因患败血症而病逝于南京，享年51岁。

## 著作
- 《潜水艇学》（1920年）
- 《鱼雷快艇学》（1931年）